# Flug ohne Fass
Flug ohne Fass (georgische Originalausgabe: ფრენა უკასროდ; Tiflis 2001) ist ein Schelmenroman von Micho Mossulischwili.

## Inhalt

### Der Titel

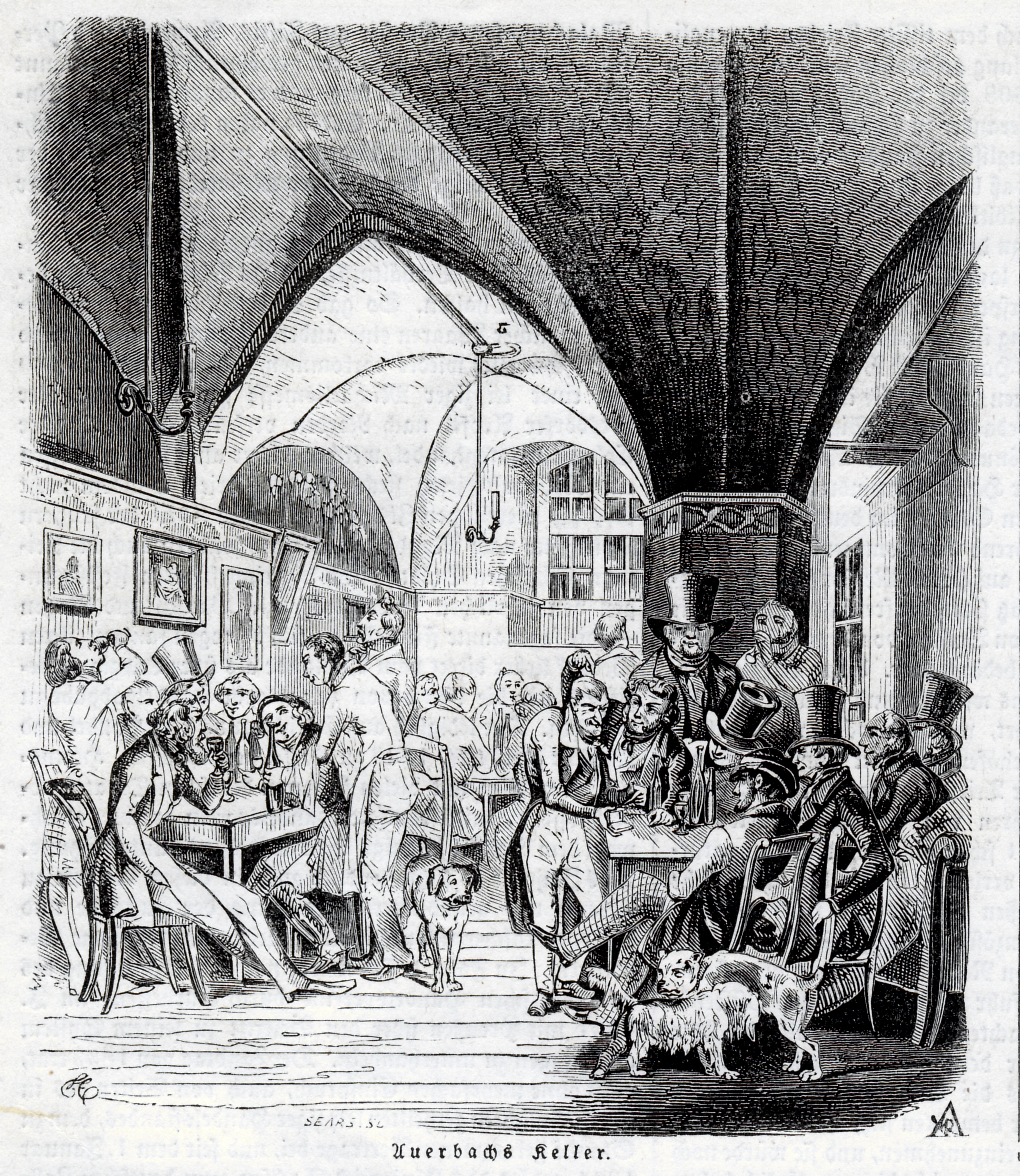
Auerbachs Keller

Der Titel des Romans ist eine Anspielung an Goethes Faust. In der Szene „Auerbachs Keller“ glaubt ein Zeuge, Mephistopheles reite auf einem Fass hinaus. Lange stellt fest, dass das auf sich selbst gestellte moderne Bewusstsein jenseits religiöser und sozialer Institutionen sich aus dem „Faustischen Mythos“ ableiten ließ, weil es dort scheinbar Gnade erhält, aber für unsere Helden reicht für einen solchen Flug auch ein amerikanischer „Joint“.

### Handlung
Es ist das Jahr 2000. Wie in fast jedem postsowjetischen Land herrscht auch in Georgiens Hauptstadt Tiflis Arbeitslosigkeit und Armut.
Der 30-jähriger Sänger Dito Kinkladse hat vor, seiner Freundin Marischka, einer Künstlerin, einen Heiratsantrag zu machen. Marischka jedoch erhält von einer Frau den Vorschlag, gegen 11000 USD in Dresden, Bonn und München eine Verkaufsausstellung ihrer Werke zu veranstalten. Um diese Summe zu erhalten, beleiht Dito seine Fünfzimmerwohnung in der Altstadt bei der „Kaukasus Bank“ und bezahlt die Unbekannte, die kurz darauf mit dem Geld und dreißig Werken von Marischka spurlos verschwindet.
Nun muss man die Bank von dem Verkauf der Wohnung abhalten. Darum fangen Dito und sein Freund an, Autos zu entführen und sie in Ossetien zu verkaufen. Von dem eingenommenen Geld wollen sie die Bankzinsen begleichen.
Eines Tages wird Dito von seiner Mutter, die ihre gemeinsame Wohnung in eine Festung gegen aufdringlichen Gerichtsvollzieher verwandelt hat, informiert, dass Marischka einen deutschen Millionär geheiratet hat und nach Deutschland umgezogen ist. Dito verkauft seine Kalaschnikow und andere Waffen und fährt auch nach Deutschland, um Marischka zu suchen.
In Frankfurt am Main angekommen, stellt Dito Kinkladze einen Asylantrag und wird in ein Asylbewerberlager im Schwarzenfeld, in Landkreis Schwandorf geschickt. Bald darauf gesellen sich noch seine Freunde zu ihm. Im Schwarzenfeld lernt er einen nigerianischen Drogendealer kennen und außer Ladendiebstahl beschäftigt er sich nun auch mit Drogenhandel. Auf diesem Wege gelingt es Dito Kinkladse, die Bankschulden zu begleichen und seine Wohnung zu retten. Doch eines Tages entdeckt die Polizei Diebesgut in Ditos Bleibe und er wird abgeschoben. Gleichzeitig erfährt Dito von seinem Freund, dass Marischka im Regensburger „Weekend Yachtclub“, in einem getarnten Bordell arbeitet.
Als Marischka und ihre drei Kunden in Begleitung von zwei Wächtern zum Yachtclub gehen, werden sie von Dito und seinen Freunden überfallen. Sie entführen Marischka und bringen sie in Ditos Wohnung. Dito ist wütend und beschließt, sich an Marischka zu rächen. Sie muss Ditos sechs Freunde sexuell befriedigen. Anschließend verlassen sie Ditos Wohnung für immer, um mit dem Auto nach Tiflis zurückzukehren. Marischka setzten sie auf der Straße ab.
Damit Dito unterwegs keine Schwierigkeiten macht, werden ihm von seinen Freunden immer wieder Drogen verabreicht. So kommen sie in ihrer Heimatstadt an.
Bald darauf kommt der Besitzer des „Weekend Yachtclubs“ nach Tiflis. Er gründet einen Radiosender und veranstaltet einen Schönheitswettbewerb. Die Gewinnerinnen werden nach Deutschland geschickt, damit sie für ihn im Bordell arbeiten. Dito und seine Freunde sind nun bei dem Schönheitswettbewerb beschäftigt. Dito bekommt einen Brief von seinem nigerianischen Freund, aus dem er erfährt, dass er in Nigeria für den Besitzer des „Weekend Yachtclubs“ tätig ist und gleiche Aufgaben wie Dito erfüllt. Marischka sei unter ungeklärten Umständen in der Donau ertrunken.

### Figuren im Roman
- Dito Kinkladse (georgischer Gauner)
- Pupa Koguaschwili (georgischer Gauner)
- Kacha Burnadse (georgischer Gauner)
- Bozo Antschibua Oduduwua (nigerianischer Gauner)
- Safa Tschuku Tschuku (nigerianischer Gauner)
- Willi Sabellicus (deutscher Gauner)
- Christian Schwerdtlein (deutscher Gauner)
- Marischka (georgische Frau)
- Ananke (nigerianische Frau)

## Ausgaben
- Micho Mossulischwili: Flug ohne Fass. Sulakauri, Tiflis 2001, ISBN 99928-914-2-4.[4]
- Micho Mossulischwili: Flug ohne Fass. Gumbati-2007, Tiflis 2011, ISBN 978-9941-0-3160-1.[5]